# Арийска републиканска армия
Арийската републиканска армия (на английски: Aryan Republican Army, ARA) е бяла националистическа терористична организация в САЩ, действала в периода 1992 – 1996 г. В последните две години извършва 22 обира на банки в Средния Запад, ръководени от Питър Кевин Лангън. Организацията изповядва идеология за превъзходство на белите и неонационалсоциализъм. Твърди се, че е била в заговор с осъдения терорист Тимъти Маквей, през месеците преди бомбения атентат в Оклахома сити.
След заснемането и продуцирането на крайнодесни пропагандни видеоклипове, организацията се разраства и набира местни банкови обирджии, като: Майкъл Бреша, Шон Кени, Кевин Маккарти и Скот Стедефорд. С парите от обирите на банки организацията започва да складира оръжия и боеприпаси, с които се готвят за война на расова основа.
ФБР не знае за съществуването на ARA, до задържането на един от членовете ѝ. В началото на 1996 г. организацията започва да се разпада, тъй като членове на Арийската републиканска армия са арестувани, след като бивши членове на групата стават информатори за ФБР, като част от споразумение за признаване на вината. Гатри е арестуван на 15 януари 1996 г. в Синсинати, щата Охайо, след два часа преследване от агенти на ФБР, скоро след това тай се отказва от своя партньор Питър Лангън. Три дни по-късно, на 18 януари 1996 г., ФБР арестува Ланган след изстрел близо до безопасна къща в Кълъмбъс, щата Охайо. Лангън оцелява след продължителна обсада и е арестуван.